# Stigmata (Band)
Stigmata (Plural von altgr. stigma, „Brandmal“) ist eine 2003 in St. Petersburg, Russland gegründete russische Metalcore-Band.

## Bandgeschichte
Anfang 2002 gründeten der Bassist Dennis und der Gitarrist Taras eine namenlose Band, die ihren jetzigen Namen Stigmata erst einige Monate später bekam. Der Name der Band hatte keine besondere Bedeutung, wurde aber von vielen Journalisten oft auf einem religiösen Hintergrund zurückgeführt.
Erst im Jahre 2004 stiegen der Ex-Schlagzeuger Nick und der Sänger Nelson in die Band ein. In dieser Viererbesetzung wurden in Eigenregie Konzerte organisiert, Flugblätter gedruckt sowie verteilt und das erste eigene Musikvideo produziert. Im selben Jahr wurde ein Plattenvertrag mit dem Label Kap-Kan Records unterschrieben unter dem Stigmatas erstes Album Konwejer snow (russisch Конвеер снов; englisch Conveyor of Dreams) im Herbst desselben Jahres erschien. Innerhalb der nächsten sechs Wochen wurden die ersten größeren Konzerte gespielt, bei denen eine erste kleine Fangemeinde entstand. Im Mai 2005 erschien eine überarbeitete Fassung des ersten Albums.
Im September desselben Jahres erschien dann ihr drittes Album unter dem Namen More Then Love, welches in eine eher melodischere Richtung ging als die Vorgängeralben.
Im Frühjahr 2006 wurde die DVD Pieces of Life veröffentlicht, die unter anderem 17 Live-Songs aus verschiedenen Konzerten sowie Interviews mit den Bandmitgliedern enthält. Zur selben Zeit ersetzte Phil Schlagzeuger Nick und Gitarrist Duke tritt der Band als neues Mitglied bei, der einen Teil des Songwritings übernahm.
Im Dezember 2006 erschien Stigmatas erste Single Ice, die der Startschuss einer neuen Ära der Band wurde. Die Single war sehr erfolgreich und in den Alternative-Charts vertreten. Außerdem gewann die Band mit der Single den „St. Petersburg Alternative Music Awards 2007“ in der Kategorie „Song des Jahres“. Der Song ist in der englischen Gesangsversion bei ReverbNation herunterladbar. Im Rahmen der „Roat To Your Hearts Tour“ spielte Stigmata Konzerte in Estland, Belarus, Litauen und die Ukraine. Außerdem spielte die Band ein Konzert mit Pleymo und Natalie Imbruglia auf Russlands größten Rockmusikfestival The Wings.
Im Jahr 2007 spielten Stigmata Konzerte in Russland mit bekannten Bands wie Killswitch Engage oder der deutschen Metalcore-Band Caliban. Im selben Jahr erschien die zweite Single September. Im Herbst 2007 unterschrieb die Band einen Plattenvertrag bei Navigator Records. Im Winter selbigen Jahres übernahm Schlagzeuger Feud'or den Platz von Phil. Am 12. September 2007 wurde ihr viertes Album Stigmata veröffentlicht.
2008 erfolgte die Veröffentlichung der zweiten DVD unter dem Titel Acoustic & Drive. 2009 wurde mit Rise and Fall die dritte Single der Gruppe veröffentlicht. Im selben Jahr wurde das vierte Studioalbum My Way veröffentlicht. Es gibt 2 Versionen. Die normale enthält zehn Songs, die Digipack-Version 12 und 3 Musikvideos zu den Songs My Way, Rise and Fall und Let´s Dance. Im Sommer spielte die Gruppe einige Konzerte mit Bullet for My Valentine. Ein Jahr später tourte die Band mit The Korea und Jane Air.
Am 15. Juni 2011 veröffentlichte die Gruppe die Internet-Serie „Superkoza“ über YouTube. Die Serie handelt von dem Leben der Musiker Stigmatas sowie Dokumentationen ihrer Konzerttouren und Studioarbeiten. Diese Serie besteht aus 14 Episoden. Zu Beginn jeder Episode wurde ein Stück ihrer Single „До девятой ступени“ gespielt. Diese erschien später am 21. Oktober 2011. Eine Fortsetzung der Serie ist geplant.
Am 30. Juni 2011 war Stigmata Vorgruppe von Slipknot, welche an diesem Tag in Sankt Petersburg auftraten.
Die erste Single zum neuen Album veröffentlichte die Band am 14. Oktober 2011 und heißt „Камикадзе“. Eine Woche später wurde „До девятой ступени“ veröffentlicht. Stigmata plant eine neue Tour, bei dem Wladimir Sinowjew der ehemalige Neversmile-Schlagzeuger, die Gruppe begleiten wird. Diese beginnt am 23. Oktober 2011 und endet am 26. November 2011. Die Tour wird durch Russland und der Ukraine führen.

## Musikstil
Stigmata spielt klassischen Metalcore, wie sie von Bands wie Caliban, Chimaira, As I Lay Dying und Killswitch Engage gespielt wird. Der Gesang von Nelson wechselt zwischen tiefen Growls, hohen Shouts und Screaming. Die Refrains werden zumeist clean gesungen.
In manchen Songs ist ein stetiger Anstieg der instrumentalen Härte auszumachen. Sowas wird von Bands, die dem Post-Grunge zugeordnet werden, vermehrt angewendet. Inhaltlich handeln die Texte um soziale Missstände, Suizid und Liebe. Manche Magazine schreiben der Band einen religiösen Hintergrund zu, was aber nicht nachweisbar ist. Die Songs sind allesamt auf Russisch geschrieben, mit Ausnahme der Songs „Ice“, „The Wings“ und „The Last Gulp“, von denen es auch englische Versionen gibt.
Die Gruppe wird von Alternative One, Bravo und Vic Firth unterstützt. Der Onlinehändler CD-Russia.com vertreibt die Alben Stigmata und My Way weltweit.

## Diskografie

### Alben
- Конвейер снов (Conveyor of Dreams, 2004)
- Конвейер снов (Remastered) (2005)
- Больше чем любовь (More than Love, 2005)
- Stigmata (2007)
- Acoustic & Drive Live (2008)
- Мой путь (My Way, 2009–2010)
- Основано На Реальных Событиях (Based on Real Events, 2012)
- Mainstream? (2017, Sliptrick Records)

### Singles
- Лед (Ice, 2006)
- Сентябрь (September, 2007)
- Взлёт и Падение (Rise and Fall, 2009)
- До девятой ступени (To the Ninth Step, 2011)
- Камикадзе (Kamikaze, 2011)

### DVDs
- Pieces of Life (2006)
- Acoustic & Drive (2008)